# Amblycerus decoris
Amblycerus decoris là một loài bọ cánh cứng trong họ Bruchidae. Loài này được Ribeiro-Costa miêu tả khoa học năm 2000.